# Skeleton Man
Skeleton Man is een Amerikaanse televisie-horrorfilm uit 2004. Het is een van de lowbudget Sci-Fi Pictures original films van het digitale Sci Fi Channel.

## Verhaal

### Proloog
Professor archeologie Charles en zijn assistente Marissa zijn opgetogen vanwege de vondst van een schedel op een oude Indiaanse begraafplaats. Terwijl zij net naar haar slaapvertrek wil gaan, breekt er iets door de buitenmuur heen. Het blijkt een gewapend skelet in een zwarte mantel, die de twee met een bijl van het leven beroofd.

### Hoofdplot
In een bos is een groep hoogopgeleide militairen spoorloos verdwenen terwijl ze met een oefening bezig waren. Een gespecialiseerd undercoverteam onder leiding van Captain Leary (Michael Rooker) is eropuit gestuurd om te achterhalen wat er gebeurd is en waar de manschappen zijn. Wanneer ze het bewuste terrein betreden, komen ze in het vizier van de Skeleton Man, die een moordzuchtige jacht op hen inzet.

## Rolverdeling
- Michael Rooker - Captain Leary
- Casper Van Dien - Staff Sgt. Oberron
- Jerry Trimble - Staff Sgt. Lawrence
- Eric Etebari - Lt. York
- Sarah Ann Schultz - Lt. Scott
- Jackie Debatin - Sgt. Cordero
- Timothy V. Murphy - Sgt. Terry
- Nils Allen Stewart - Sgt. Rodriguez
- Noa Tishby - Sgt. Davis
- Lisa Olivas - Mith
- Paul Sampson - Nathan
- David E. Ornston - Ross
- Robert Miano - de blinde Indiaan
- Maegan Stewart - de Indiaanse prinses

## Fouten
- Het paard van de Skeleton Man heeft niet in elke scène dezelfde kleur(en)
- De mantel van de Skeleton Man wisselt van een goede staat, tot gescheurd, naar weer in goede staat etc.
- De visser bij de waterval wordt van achteren beschoten met de pijl-en-boog, maar valt vervolgens naar beneden met een pijl in zijn borst